# Perturbación (astronomía)

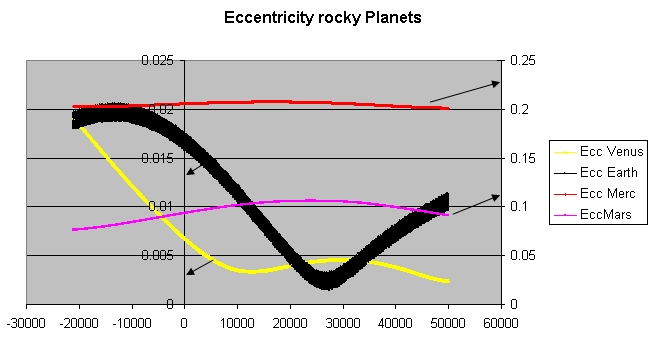
Gráfico representando la variación de la excentricidad de varios planetas como resultado de perturbaciones gravitatorias.

En astronomía, una perturbación es la modificación que experimenta el movimiento de un astro a lo largo de su órbita como consecuencia de la atracción ejercida por los astros próximos.
Los planetas, cometas y satélites no describen, en torno del astro central, la elipse regular prevista por las leyes de Kepler y de Newton, sino una elipse que es deformada por la atracción de cada uno de los astros más próximos o de mayor masa (especialmente por la de Júpiter). El cálculo de estas perturbaciones es extremadamente complejo y sólo puede llegarse a un resultado satisfactorio mediante aproximaciones sucesivas. Las perturbaciones seculares se deben a ciclos muy lentos (de hasta millones de años) que pueden afectar al valor del eje mayor y de la excentricidad, a la inclinación del plano de la órbita y a la orientación de ésta en el espacio. Las perturbaciones continuas tienen periodos mucho menos largos. Si el astro principal, el astro considerado (que gira en torno de aquel) y el astro perturbador no tienen sus órbitas en un mismo plano, se produce una retrogradación continua, aunque no uniforme, de la línea de los nodos de la órbita perturbada. Por otra parte, el eje mayor de la órbita gira en el plano de ésta con el movimiento continuo y en el sentido directo: así es como el perihelio de la Tierra avanza en 11,6" por año.
Las perturbaciones periódicas dependen de las posiciones relativas de los planetas: son máximas cuando el planeta perturbador y el planeta perturbado se encuentran sensiblemente alineados con el Sol y en el mismo lado de este, siendo mínimas cuando el Sol se encuentra entre ambos.
Dadas las masas de los astros y los elementos de sus órbitas, se pueden calcular las perturbaciones mutuas. Recíprocamente, el estudio de una perturbación anormal permite evaluar la masa del cuerpo perturbador y calcular sus coordenadas: así pues, el estudio de las perturbaciones sufridas por el movimiento de Urano condujo al descubrimiento de Neptuno en el lugar de la bóveda celeste previsto por el cálculo. Asimismo, las órbitas de los cometas son a menudo perturbadas, particularmente por los campos gravitacionales de los planetas gigantes: la influencia gravitacional de Júpiter causó que el periodo de la órbita del cometa Hale-Bopp disminuyera de 4200 a 2800 años.
- Datos: Q803623